# Serenades
Serenades — дебютний студійний альбом англійської рок групи Anathema, який був випущений лейблом звукозапису Peaceville Records у лютому 1993 року.
Це єдиний альбом для популярного співака Даррена Уайта.

## Композиції
1. Lovelorn Rhapsody — 06:25
2. Sweet Tears — 04:14
3. J'ai fait une promesse — 02:40
4. They (Will Always) Die — 07:16
5. Sleepless — 04:12
6. Sleep in Sanity — 06:53
7. Scars of the Old Stream — 01:10
8. Under a Veil (of Black Lace) — 07:34
9. Where Shadows Dance — 01:58
10. Dreaming: The Romance — 23:23

## Склад
- Даррен Уайт — вокал
- Дункан Паттерсон — бас гітара
- Джон Дуглас — ударні
- Вінсент Кеванах — гітара
- Деніел Кеванах — гітара